# Aardbeving Shandong 1668
De Aardbeving van Shandong 1668, ook bekend als de Grote Tancheng-aardbeving (Chinees: 郯城大地震, pinyin: Tánchéng dàdìzhèn), vond plaats op 25 juli 1668, tijdens het bewind van de Qing-dynastie in de provincie Shandong. De aardbeving had een geschatte magnitude van 8,5 Ms en een geschatte maximale intensiteit van XII (Buitengewoon catastrofaal) op de schaal van Mercalli. Het wordt beschouwd als de sterkste aardbeving in Oost-China, de tweede sterkste aardbeving in China, en een van de sterkste aardbevingen op het land. De aardbeving had catastrofale gevolgen voor de regio en veroorzaakte schade tot 1.000 km van het epicentrum en ernstige schade binnen een paar honderd kilometer. Het wordt beschouwd als een van de meest destructieve in de geschiedenis van China. Bij de aardbeving kwamen naar schatting 43.000 tot 50.000 mensen om het leven. Het epicentrum van de aardbeving lag ten noordoosten van de stad Linyi.

## Geologie
De aardbeving vond plaats halverwege Peking en Shanghai, waar seismische activiteit zeldzaam is. Tot de aardbeving van 1668 waren er al meer dan 150 jaar geen grote aardbevingen in de regio geweest. Slechts zeven aardbevingen met een geschatte omvang groter dan 6,0 Ms vonden plaats binnen de historische tijd. De eerste geregistreerde aardbeving vond plaats in 70 voor Christus ten noordwesten van Zhucheng en werd geschat op 7,0 Ms of hoger. De meest recente sterke aardbeving vond plaats op 19 november 1829 met een kracht van 6,75 Ms nabij Yidu en Linqu. Deze grote aardbevingen vinden plaats langs de Tan Lu-breuk.
De meest geologisch significante breuk in het oosten van China is de Tan Lu-breuk – een noord-noordoost-zuidwest trendige dextrale (rechtshandige) zijschuivingde-breuk. De breuk strekt zich uit over 2.400 km van Wuxue nabij de oever van de Yangtze rivier via de Golf van Bohai tot Zhaoxing in Heilongjiang. Het is door de geschiedenis heen verschillende keren geëvolueerd; van het late Trias tot het midden Krijt was het een sinistrale (linkshandige) zijschuivingde-breuk die verschuivingen produceerde in het bereik van 200–740 km. Tijdens het late Krijt ontwikkelde de breukzone zich tot een gebied van rift tektoniek, waardoor riftvalleien ontstonden en in sommige gebieden sedimenten tot 10 km dik werden opgehoopt. Tijdens het Paleogeen hield de rifting op en ontwikkelde de breukzone zich in het late Eoceen tot een dextrale (rechtshandige) zijschuivingde-breuk. Dit was een reactie op een verandering in de tektoniek veroorzaakt door collisie en subductie tussen de Indische plaat en de Euraziatische plaat langs de Pacifische plaat.

## Aardbeving
De aardbeving vond plaats langs de 360 km lange Yishu-breuk, een deel van de Tan Lu-breuk. De Tan Lu-breuk ontstond in het Mesozoïcum. De verplaatsingssnelheid wordt geschat op minder dan 1–2,6 mm per jaar. Tijdens de aardbeving scheurde de Yishu-breuk, wat een gemiddelde verplaatsing veroorzaakte van 9 m. De verplaatsing was een dextrale (rechtshandige) zijschuivingde-breuk. Seismische inversie duidt op een breukoppervlak van 160 km x 32 km op een bijna verticale, noord-zuid trendbreuk. Er is een hypocentrumdiepte tussen 22 km en 28 km voorgesteld. Op 26 juli en 18 september 1688 vonden drie naschokken plaats, met een geschatte omvang van 6,25 tot 6,0. Een andere naschok vond plaats in 1672 met een geschatte omvang van 6,0.
Een paleoseismisch onderzoek uit 1987 van de breukzone suggereert dat hetzelfde gedeelte de bron was van een aardbeving van vergelijkbare omvang in 6280 voor Christus. Dezelfde fout heeft mogelijk ook de aardbeving in Haicheng in 1975 veroorzaakt, 700 km ten noorden van deze gebeurtenis. Een andere sterke aardbeving vond ook plaats langs de Tan Lu-breuk in 1969.

## Gevolgen
| Locatie  | Dodental                                             |
| -------- | ---------------------------------------------------- |
| Ju       | >20.000                                              |
| Tancheng | >8.700                                               |
| Linyi    | >6.900                                               |
| Zhucheng | >2.700                                               |
| Dongying | >1.000                                               |
| Laiwu    | Het grootste deel van de bevolking kwam om het leven |
| Jiaozhou | >90                                                  |
| Weifang  | >470                                                 |
| Yishui   | 1.725                                                |
| Jimo     | 653                                                  |
| Zucheng  | >100                                                 |
| Yutai    | 140                                                  |
| Sishui   | >100                                                 |

De schade was enorm en er was een 1.000 km lange radiale schadezone rond het epicentrum bij Linyi. In totaal waren er 379 districten in de huidige provincies Shandong, Shanxi, Shaanxi, Jiangsu, Anhui, Zhejiang, Fujian , Jiangxi, Hunan, Hubei, Hebei en Liaoning, evenals Korea werden getroffen door de trillingen. 29 districten leden catastrofale schade. In sommige districten kwam het merendeel van de bevolking om. Linyi, Tancheng en Ju, die het dichtst bij het epicentrum liggen, waren de zwaarst getroffen gebieden.
Alleen al in het district Ju stierven meer dan 20.000 mensen. Woon- en dienstgebouwen, scholen, tempels, magazijnen en de stadsmuren stortten in. Aardverschuivingen vonden plaats op de heuvels in Mashi, Wulugu, Yanjiagu, Shifengdo, Keluodo en Maqi. Er vond op grote schaal bodemvervloeiing plaats. Er zijn scheuren in de aarde waargenomen van wel een meter breed en honderden meters lang. Een kloof in de aarde strekte zich 7,5 km uit van Guanzhuang tot Gehu langs een rivierklif.
In het district Tancheng werden kantelen, overheidsgebouwen, huizen, een uitkijktoren, tempels en magazijnen volledig verwoest. Ruim 8.700 mensen kwamen om. De scheuren in de aarde waren naar verluidt zo breed dat mensen er niet overheen konden lopen. De bodem van deze scheuren in de aarde was ook te diep om gezien te worden. Het water barstte uit de grond tot een hoogte van 10 meter. In Lizhuang, een stad in het district, was sprake van een enorme bodemdaling.
Linyi, dat heel dicht bij het epicentrum ligt, werd volledig verwoest en geen enkel gebouw bleef overeind. Er werden meer dan 6.900 sterfgevallen gemeld. In Linyi verschenen scheuren in de aarde waaruit zwart water kwam.

### Tsunami
Historische gegevens documenteren ook een waarschijnlijke tsunami in de regio. Er waren berichten dat kuststeden onder water kwamen te staan en dat rivieren buiten hun oevers traden.

## Reactie
Keizer Kangxi gaf zijn ministerie de opdracht de hulpverlening over te nemen. In 40 districten werden belastingheffingen kwijtgescholden. Er werden meer dan 227.300 zilveren taels uitgegeven.